# Segue o Som (canção)
"Segue o Som" é o primeiro single do sétimo álbum da cantora mato-grossense Vanessa da Mata, Segue o Som, produzido por Kassin e Liminha. 

## Histórico de lançamento
| País   | Data                  | Formato          | Gravadora  |
| ------ | --------------------- | ---------------- | ---------- |
| Brasil | 28 de Janeiro de 2014 | Download digital | Sony Music |

## Desempenho nas tabelas musicais
| Tabela musical (2013)                       | Melhor posição |
| ------------------------------------------- | -------------- |
| Brasil - (Billboard Brasil Hot 100 Airplay) | 16             |
| Brasil - Brasil Hot Pop & Popular           | 26             |